# Paul Johansson
Paul Joseph Otto Johansson (Spokane, 26 de janeiro de 1964), mais conhecido como Paul Johansson, é um ator e diretor norte-americano.
Ficou internacionalmente conhecido após interpretar o vilão Dan Scott da série One Tree Hill (também dirigiu alguns episódios da série).

## Filmografia
| Ano       | Filme                                  | Personagem                                                                     | Notas |
| --------- | -------------------------------------- | ------------------------------------------------------------------------------ | --- |
| 1989      | Swimsuit                               |                                                                                | |
| 1989-1990 | Santa Barbara                          | Greg Hughes                                                                    | |
| 1990      | Laker Girls                            | Bart Jeffris                                                                   | |
| 1990      | They Came from Outer Space             | Doug                                                                           | |
| 1991      | Soapdish                               | Blair Brennan/Bolt                                                             | |
| 1991-1993 | Parker Lewis Can't Lose                | Nick Comstock                                                                  | |
| 1992      | Martial Law 2: Undercover              | Spencer Hamilton                                                               | |
| 1993      | Midnight Witness                       | Paul                                                                           | |
| 1993      | When the Party's Over                  | Henry                                                                          | |
| 1993-1994 | Beverly Hills, 90210                   | John Sears                                                                     | |
| 1994      | Burke's Law                            |                                                                                | |
| 1994      | The 5 Mrs. Buchanans                   | Jesse Buchanan                                                                 | |
| 1994-1995 | Lonesome Dove                          | Austin Peale                                                                   | |
| 1995-1996 | Days of our Lives                      | Wyatt St. Clair                                                                | |
| 1995-1996 | Lonesome Dove: The Outlaw Years        | Austin Peale                                                                   | |
| 1996      | Ed McBain's 87th Precinct: Ice         | Det. Bert Kling                                                                | |
| 1997      | Ed McBain's 87th Precinct: Heatwave    | Det. Bert Kling                                                                | |
| 1997      | 7th Heaven                             | Tom Harrison                                                                   | 17º episódio da 1ª temporada |
| 1997      | She's So Lovely                        | Estagiário 2                                                                   | |
| 1997      | Dead Man's Gun                         | Sanford Hogan                                                                  | |
| 1998      | Players                                | Jeff Taylor                                                                    | |
| 1998      | Dharma & Greg                          | Leonard                                                                        | |
| 1998      | Earth: Final Conflict                  | Sloane                                                                         | |
| 1998      | Carnival of Souls                      | Michael                                                                        | |
| 1998-1999 | Highlander: The Raven                  | Nick Wolfe                                                                     | |
| 1999      | Wishmaster 2: Evil Never Dies          | Gregory                                                                        | |
| 1999      | First Wave                             | Hatcher                                                                        | |
| 2000      | Glory Glory                            | Wes                                                                            | |
| 2000      | Hope Island                            | Steve Kramer                                                                   | |
| 2000      | Da Vinci's Inquest                     | Tom Sprawl                                                                     | |
| 2000      | The Last Dance                         | Charlie Parker                                                                 | |
| 2000      | Andromeda                              | Guderian                                                                       | |
| 2001      | Berserker                              | Barek                                                                          | |
| 2001      | The Drew Carey Show                    | Ron Higgins                                                                    | |
| 2002      | Darkness Falling                       | Sean Leonard                                                                   | |
| 2002      | John Q                                 | Tuck Lampley                                                                   | |
| 2002      | Edge of Madness                        | Henry Mullen                                                                   | |
| 2002      | The District                           | Father Patrick Debreno                                                         | |
| 2003      | The Incredible Mrs. Ritchie            | Jack                                                                           | Indicado ao Emmy Award por melhor roteiro em um filme para crianças/jovens/especial para família. Ganhador do Emmy Award de melhor diretor em um filme para crianças/jovens/especial para família.                |
| 2003-2012 | One Tree Hill                          | Dan Scott                                                                      | Personagem regular da 1ª a 7ª temporada, personagem recorrente na 8ª temporada e personagem regular novamente na 9ª temporada. Também dirigiu vários episódios da série. Ao todo, foi creditado em 159 episódios. |
| 2004      | Window Theory                          | Stu                                                                            | |
| 2004      | The Notebook                           | Allie's Mom's Ex Boyfriend                                                     | Não creditado |
| 2006      | Alpha Dog                              | Peter Johansson                                                                | |
| 2006      | Mind Games                             | Michael                                                                        | |
| 2006      | Novel Romance                          | Jake Buckley                                                                   | |
| 2008      | IQ-145                                 | Ben Compost                                                                    | |
| 2008      | Toxic                                  | Gus                                                                            | |
| 2009      | The Boondock Saints II: All Saints Day | Kuntsler                                                                       | |
| 2011      | Atlas Shrugged: Part I                 | John Galt (visto de trás da cabeça com o chapéu apenas na parte 1 do trilogia) | |
| 2012      | Criminal Minds                         | Clark Preston                                                                  | |
| 2013      | CSI: Crime Scene Investigation         | Edward Trigg                                                                   | 18º episódio da 13ª temporada |
| 2013      | Beauty and The Beast                   | Curt Windsor                                                                   | |